# لوک، فراهم‌کننده بیمار
لوک، فراهم‌کننده بیمار (انگلیسی: Luke, Patient Provider) یک فیلم کمدی صامت کوتاه به کارگردانی هال روچ است که در سال ۱۹۱۶ منتشر شد.

## خلاصه داستان
یک پزشک مجبور می‌شود، به دلیل کمبود بیمار، پرستار زیبایش را اخراج کند. اینجاست که «لوک» (با بازی هارولد لوید) به کمک آنها می‌آید و از ماشین قراضه خود برای ایجاد تصادف‌های ساختگی و «جور کردن مریض» برای مطب پزشک استفاده می‌کند.

## بازیگران
- هارولد لوید
- اسناب پالرد
- ببه دنیلز
- سمی بروکس
- باد جیمیسون
- چارلز استیونسون
- ارل موهان
- هری تاد
- فرد سی. نیومیر
- مارگارت جاسلین
- دی لمپتون
- استل هَریسون